# Bømlo
Bømlo é uma comuna da Noruega, com 247 km² de área e 10 830 habitantes (censo de 2005).         